# 沢部ひとみ
沢部ひとみ（さわべ ひとみ、1952年 - ）は、日本のノンフィクション作家。市原悦子の著書『月に憑かれたかたつむり』『やまんば 女優市原悦子43人と語る』の構成を手掛けたほか、著書に『百合子、ダスヴィダーニヤ』などがある。元・NPO法人アサーティブジャパン理事。

## 人物・来歴
静岡県生まれ。早稲田大学大学院文学研究科博士課程を満期退学。1980年代、レズビアンなど性的マイノリティ女性のためのミニコミやムック作りを通して、表現活動に入る。2007年、セクシュアルマイノリティ女性を中心とした団体 「パフスクール」を設立。また、自身もレズビアンであることを公表している。
市原悦子とは1999年に出会って以降、仕事の枠を超えて20年間交流し、彼女の晩年には闘病生活も支えた。現在、「パフスクール」代表。「三鷹ダイバーシティセンター」の元メンバー。

## 著書
- 『百合子、ダスヴィダーニヤ 湯浅芳子の青春』 文藝春秋, 1990.2（沢部仁美 表記）／学陽書房・女性文庫（沢部ひとみ表記）
- 『評論なんかこわくない』飛鳥新社, 1992.11
- 『老楽暮らし入門 終の住みかとコミュニティづくり』コミュニティネットワーク協会 監修 明石書店, 2010.5
- 『いいことだけ考える 市原悦子のことば』文藝春秋, 2019.12

### 構成
- 梅原真『ありえないデザイン』(ソリストの思考術. クリエイターの見方と考え方）文・構成、六耀社, 2013.11
- 市原悦子『白髪のうた』構成、春秋社, 2017.7
- 『産婦人科 #MeToo』解説、アジュマ, 2023。イ・ウネ、大島史子・絵、早乙女智子・監修